# Ferrovia Rheineck-Walzenhausen
La ferrovia Rheineck-Walzenhausen è una linea ferroviaria a scartamento ridotto e parzialmente a cremagliera che collega Rheineck con Walzenhausen. Dal 2006 è gestita dalle Appenzeller Bahnen.

## Storia

### La funicolare e la tranvia di collegamento

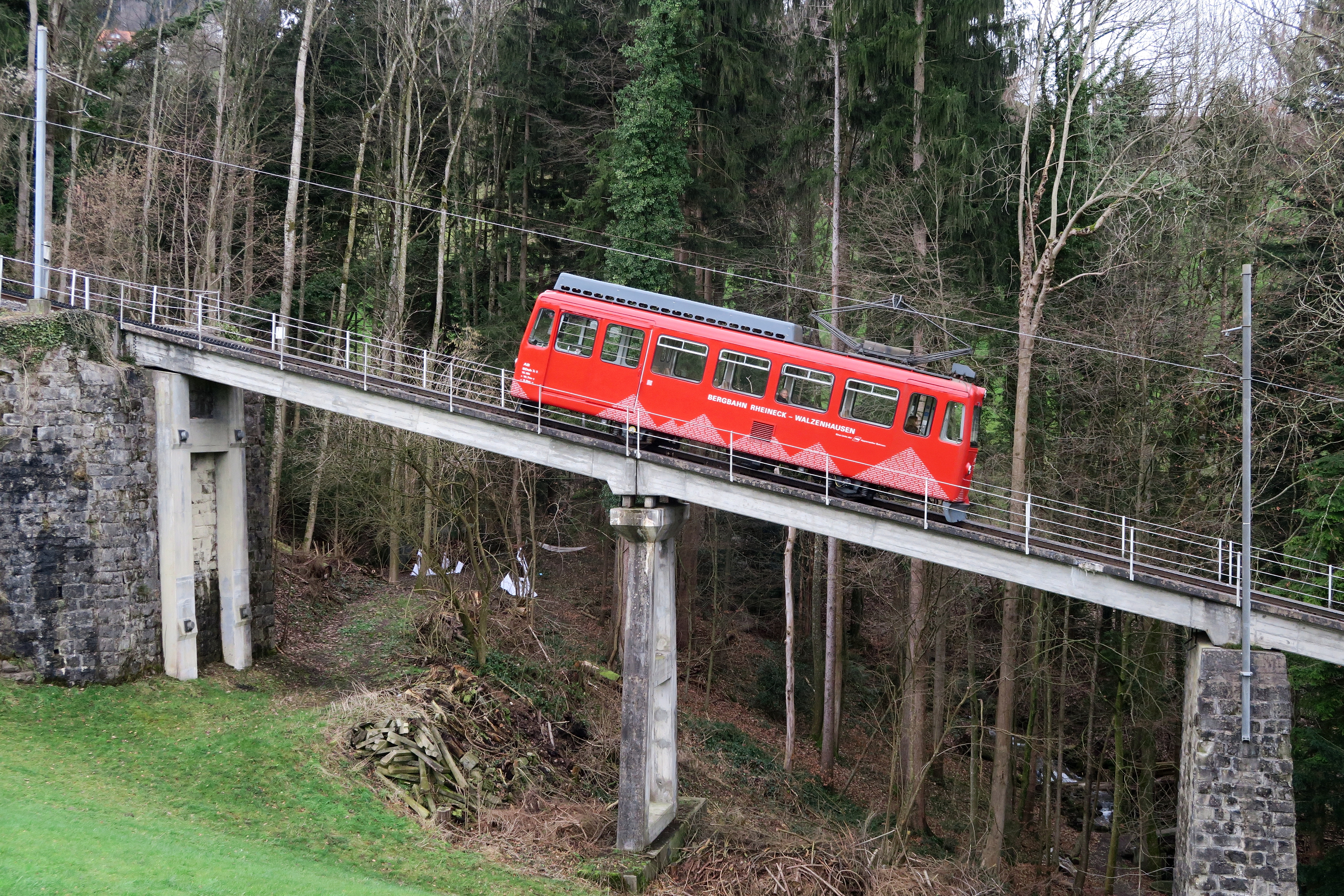
Il ponte superiore (Hoftobel-Brücke) tra quelli presenti sulla linea, lungo 153 m, rinnovato nel 1958.

Dopo che nel 1871 era stato attivato il servizio della diligenza postale Rheineck-Walzenhausen, nel settembre 1889 venne inoltrata al Dipartimento delle poste e ferrovie una domanda di concessione per una funicolare da costruirsi tra le due località. Completata nel dicembre 1894 la sottoscrizione del capitale azionario della società Drahtseilbahngesellschaft Rheineck-Walzenhausen, ammontante a 250000 Fr., il 16 aprile 1895 cominciarono i lavori di costruzione sotto la guida dell'ingegnere Eduard Naeff. La funicolare, azionata da un contrappeso ad acqua, venne attivata il 27 giugno 1896.
Nel 1902 il Consiglio d'amministrazione della ferrovia inoltrò alle Autorità federali una domanda di concessione per la costruzione di una tranvia tra la stazione di Rheineck delle Ferrovie federali svizzere (FFS) e quella, distante a piedi circa 850 m, della funicolare e poter così facilitare il trasbordo di viaggiatori e bagagli. L'Assemblea federale modificò quindi in tal senso la concessione nel giugno 1903 e i lavori per la costruzione della breve tranvia cominciarono nella primavera del 1909. L'esercizio cominciò il 2 ottobre dello stesso anno per mezzo di una automotrice a benzina, la quale venne affiancata, a partire dal 16 gennaio 1910, da una elettromotrice.

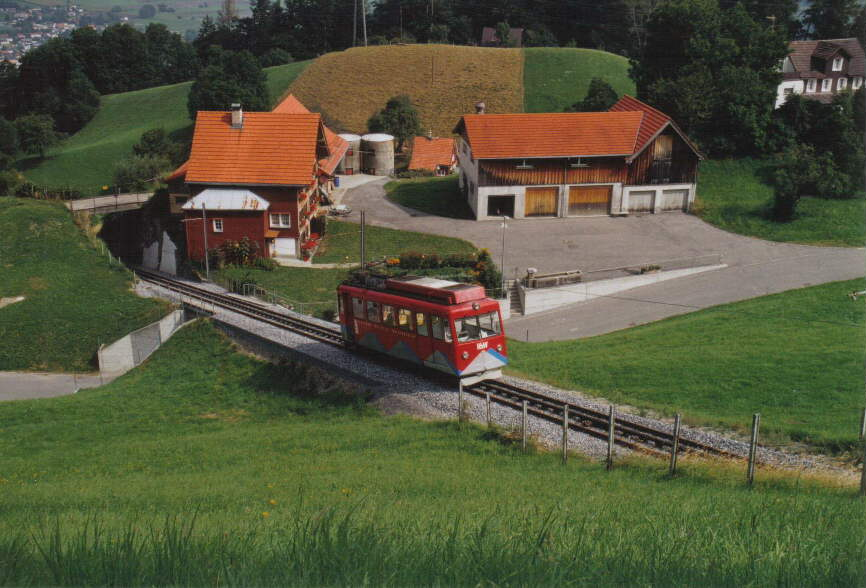
Automotrice RhW a Brüggli Grund, nei pressi di Walzenhausen (anni 2000).

### La ferrovia a cremagliera
Con il palesarsi viepiù frequente di guasti di varia natura, dovuti perlopiù all'età degli impianti, gli azionisti decisero, nel corso del 1955 di procedere a una radicale modernizzazione della ferrovia. La funicolare e la tranvia sarebbero state sostituite da un'unica ferrovia parzialmente a cremagliera. Una domanda di rinnovo in quel senso della concessione venne sottoposta all'Assemblea federale nel 1959, la quale l'accordava il 21 dicembre 1959, dopo che i lavori di modifica ai fabbricati (stazioni di Walzenhausen e Ruderbach) e agli impianti (in particolare la sostituzione di tre ponti in ferro con altri in cemento precompresso) erano già in corso dal 1957. La nuova ferrovia venne aperta all'esercizio il primo dicembre 1958. Con delibera dell'assemblea dei soci del 6 giugno 1958 la società concessionaria aveva cambiato ragione sociale in Bergbahn Rheineck-Walzenhausen (RhW). Nel 1999 la ferrovia venne prolungata in maniera tale da potersi attestare dinanzi al fabbricato viaggiatori di Rheineck, al posto del precedente primo binario delle FFS.
Con atto di fusione del 4 maggio 2006 (sulla base del bilancio al 31 dicembre 2005), attività e passività della RhW sono state acquisite dalle Appenzeller Bahnen e la società è stata sciolta.
Nel settembre 2022, Stadler Rail ha annunciato di aver vinto un contratto con le Appenzeller Bahnen per la fornitura di un'automotrice a cremagliera completamente automatizzata da utilizzare sulla linea. L'automotrice funzionerà senza personale a bordo, ma una sala di controllo sarà in grado di intervenire a distanza se necessario. Il progetto di automazione, compreso il prezzo della vettura, costerà 25 milioni di franchi svizzeri e dovrebbe entrare in funzione nel 2026.

## Caratteristiche
La linea, a scartamento di 1200 mm, è lunga 1,96 km, di cui 1,26 a cremagliera tipo Riggenbach. La linea è elettrificata a corrente continua alla tensione di 600 V; la pendenza massima è del 253 per mille, il raggio di curva minimo di 160 metri. È interamente a binario unico.

### Percorso
La ferrovia ha capolinea, a valle, presso la stazione FFS di Rheineck. Lungo il percorso si trovano due fermate intermedie, Ruderbach (che è anche sede del deposito-officina, servito dall'unico deviatoio della linea) e Hof. Il capolinea a monte si trova nel centro di Walzenhausen.
|  |  | Unknown route-map component "KSHSTa" |

|  |  | Unknown route-map component "SHST" |

|  |  | Unknown route-map component "SHST" |

|  | Continuation backward | Straight track |

|  | Unknown route-map component "SBHF" | Unknown route-map component "KSHSTe" |

|  | Continuation forward |

## Traffico
La ferrovia è servita, con cadenzamento semi-orario, dai treni della linea S26 della rete celere di San Gallo.

## Materiale rotabile

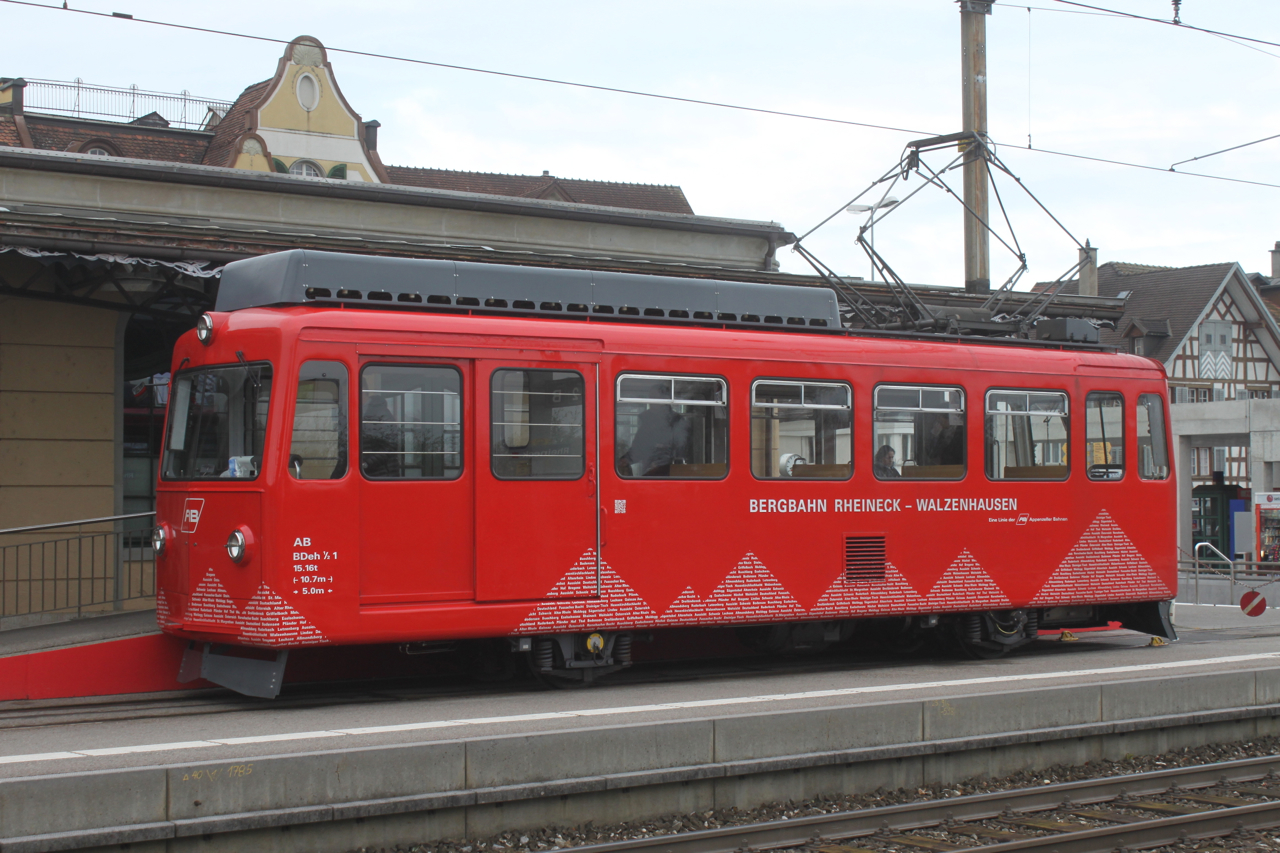
BDeh 1/2 1 alla stazione di Rheineck.

Sulla ferrovia è attiva un'unica elettromotrice, classificata BDeh 1/2 1. Costruita da FFA (cassa), SLM (rodiggio) e BBC (parte elettrica), entrò in servizio nel 1958, contestualmente alla trasformazione della funicolare e della tranvia in ferrovia a cremagliera.